# Eleonora Trivella
Eleonora Trivella (Pisa, 30 gennaio 1990) è una canottiera italiana.
Nelle competizioni internazionali, oltre ad alcune medaglie a livello juniores agli esordi, ha ottenuto nel 2010 la medaglia d'oro ai campionati europei di Montemor-o-Velho e nel 2013 la medaglia di bronzo ai campionati mondiali di Chungju, entrambe nel 4 senza pesi leggeri.

## Palmarès
| Anno | Manifestazione | Sede             | Evento                         | Risultato | Note |
| ---- | -------------- | ---------------- | ------------------------------ | --------- | ---- |
| 2010 | Europei        | Montemor-o-Velho | Quattro di coppia pesi leggeri | Oro       |      |
| 2013 | Mondiali       | Chungju          | Quattro di coppia pesi leggeri | Bronzo    |      |